# Fue (instrumento musical)
Fue (笛?  hiragana: ふえ) es la palabra japonesa para designar la flauta, y se refiere a una clase de instrumento de viento nativo de Japón. Se fabrica en muchas variedades, utilizando como material principal la madera de un bambú llamado shinobue. Generalmente produce un tono alto. El más popular de la fue es la llamada en japonés shakuhachi.

## Categorización
Las flautas del tipo fue se dividen tradicionalmente en dos subgrupos, o bien pueden ser del tipo flauta travesera, se hacen sonar soplando por el orificio correspondiente mientras el instrumento permanece en posición perpendicular con el eje del cuerpo del intérprete, o de embocadura frontal, en las que el aire es introducido por uno de los extremos del instrumento, al estilo de la flauta dulce occidental.

## Historia
El origen de este instrumento tradicional en la cultura japonesa, se encuentra en un desarrollo de un instrumento chino llamado paixiao, en torno al siglo V, alcanzando su periodo de esplendor durante el Periodo Nara.
En una época temprana después de su introducción en Japón, miembros de la secta Fuke del Budismo Zen, utilizaba de un modo frecuente el shakuhachi. Veían en las flautas fue un instrumento espiritual que les ayudaba en sus tareas de meditación.
Las interpretaciones modernas en las que se incluye el fue abarcan desde el instrumento como solista, a pequeñas orquestas de cámara o grandes agrupaciones de músicos.

## Instrumentos
El fue japonés, incluye numerosos instrumentos entre los que destacan los siguientes:
| Imagen | Nombre              | Tipo      | Descripción |
| ------ | ------------------- | --------- | --- |
|        | Shakuhachi          | Frontal   | Uno de los más populares y antiguos fue japoneses.                                                                     |
|        | Hotchiku            | Frontal   | Hecho del mismo material que el Shakuhachi                                                                             |
|        | Hichiriki           | Frontal   | Instrumento de doble caña.                                                                                             |
|        | Gakubue             | Travesera | fue tradicional |
|        | Komabue             | Travesera | Utilizada en el komagaku, un tipo de música asociada a danzas gagaku Música de la corte imperial.                      |
|        | Ryūteki             | Travesera | Usada en la música japonesa cuyo origen parece ser chino. Su sonido se supone representa la ascensión de los dragones. |
|        | Nohkan              | Travesera | Usada en el teatro Noh y en el hayashi.                                                                                |
|        | Shinobue            | Travesera | Llamada "la flauta de bambú", es usada para el nagauta, la música de fondo del teatro kabuki.                          |
|        | Kagurabue           |           | Usada en un tipo de música japonesa llamada mikagura. Con 45.5 cm de longitud es el fue más largo.                     |
|        | Minteki aka Seiteki | Traveser  | Usada en ceremonias |